# ヒメラの戦い (第二次シケリア戦争)
第二次ヒメラの戦いは、紀元前409年にシケリア（シチリア島）西北のイオニア人殖民都市であるヒメラ（現在のテルミニ・イメレーゼの東12キロメートル）の近郊で、ハンニバル・マゴ（カルタゴ王、在位：紀元前440年 - 紀元前406年）率いるカルタゴ軍と、ヒメラとシュラクサイ連合軍の間に生じた戦い。ハンニバル・マゴはカルタゴ元老院の支持の下（カルタゴは王政を維持していたが、実際の権力は元老院にあった）、同年春に行われたセリヌス包囲戦に勝利し、ドーリア人都市であるセリヌス（現在のマリネッラ・ディ・セリヌンテ）を破壊していた。続いてハンニバル・マゴはヒメラを攻撃したが、そこは紀元前480年にカルタゴ軍が敗北した場所であった（第一次ヒメラの戦い）。ヒメラは完全に破壊され、その後その西側にテルマエ（現在のテルミニ・イメレーゼ）が建設されたが、そこにはギリシア人とカルタゴ人双方が居住した。

## 背景
シケリア西部のフェニキア人は紀元前580年にはドーリア人都市のセリヌスに対応するためにエリミ人を支援し、セリヌスのさらなる西進を阻止した。紀元前510年にスパルタの王子であるドリエウスがシチリアに遠征すると、カルタゴはこれに対抗し、エリュクス（現在のエリーチェ）近くでスパルタ軍に勝利した。スパルタの残存兵士達は、ヘラクレア（現在のカットーリカ・エラクレーア）を建設したが、この後におきた戦争でカルタゴに破壊された。紀元前490年ころまでに、カルタゴはセリヌス、ヒメラおよびザンクル（現在のメッシーナ）と条約を結んだ。紀元前480年にヒメラの僭主テリルスが追放されると、カルタゴはハミルカル・マゴが率いる大軍をシケリアに派遣した。しかし、シュラクサイの僭主ゲロンとアクラガス（現在のアグリジェント）の僭主テロンは、カルタゴ軍を大破した（第一次ヒメラの戦い）。
カルタゴはこの敗北の後70年間、シケリアに介入しなかった。この間にギリシア文化がシケリア先住民であるエリミ人、シカニ人、シケル人の間に広がっていった。この当時のシケリアの政治的状況を見ると、いくつかの都市で僭主が追放され民主制や寡頭制に変わっている。シュラクサイの影響力は低下し、ギリシア殖民都市間の内輪もめが起こっていた。この紛争に介入するため、アテナイは紀元前427年、425年、424年にシケリアに艦隊を送ったが、これに対抗するためにシュラクサイの将軍ヘルモクラテスの呼びかけにより汎シケリア同盟が成立した。ただし、同盟はあくまでアテナイに抵抗するためのものであり、シケリアの殖民都市間および先住民との平和維持は目的外であった。
エリミ人の都市であるセゲスタ（現在のセジェスタ）は、セリヌスとの間に境界紛争をかかえていた。紀元前415年にはカルタゴに支援を依頼したが、これは拒否された。しかしアテナイはこれを口実に紀元前415年から紀元前413年にかけてシケリア遠征を行うが、セリヌスとシュラクサイを含むシケリア連合軍に敗北した。アテナイと同盟していたセゲスタの立場は危険なものとなった。セゲスタは紀元前410年にカルタゴの従属都市となることを申し出た。カルタゴ元老院も、今回は介入を決定した。その理由の一つして、ギリシア本国ではペロポネソス戦争が勃発しており、スパルタの同盟都市であるシュラクサイはシケリアでの軍事行動に集中できなかったことがある。シュラクサイの艦隊はエーゲ海で行動していた。

## 序幕
ハンニバル・マゴは遠征軍を2度シケリアに送った。最初は紀元前410年で、セゲスタ領内に侵攻していたセリヌス軍を駆逐し、紀元前409年の遠征ではセリヌスを陥落させ破壊した。カルタゴ元老院がハンニバル・マゴに与えた使命はここまでであったが、彼はヒメラに向かい70年前の彼の祖父であるハミルカル・マゴの敗北の復讐を行うことを選んだ。

### 兵力
古代の資料では、紀元前409年の遠征軍は、騎兵4,000を含み総兵力120,000と言われる。兵士は北アフリカ、サルディニア、イベリア半島、さらにシケリアのギリシア人からも募集され、またカルタゴ人の志願兵も加わっていた。最近の研究では実際の兵力は40,000前後と推定されている。セリヌス包囲戦の後、カルタゴ軍には20,000のシケル人、エリミ人兵士が加わっており、総兵力は50,000以上に達した。

### カルタゴ軍の編成
カルタゴ軍は、各地から募兵された傭兵で構成されていた。リビュア人は重装歩兵と軽歩兵を提供したが、最も訓練された兵士であった。重装歩兵は密集隊形で戦い、長槍と円形盾を持ち、兜とリネン製の胸甲を着用していた。リュビア軽歩兵の武器は投槍で、小さな盾を持っていた。イベリア軽歩兵も同様である。イベリア兵は紫で縁取られた白のチュニックを着て、皮製の兜をかぶっていた。イベリア重装歩兵は、密集したファランクスで戦い、重い投槍と大きな盾、短剣を装備していた。カンパニア人、サルディニア人、ガリア人は自身の伝統的な装備で戦ったが、カルタゴが装備を提供することもあった。シケリアで加わった兵はギリシア式の重装歩兵であった。
リュビア人、カルタゴ市民、リュビア・カルタゴ人（北アフリカ殖民都市のカルタゴ人）は、良く訓練された騎兵も提供した。これら騎兵は槍と円形の盾を装備していた。ヌミディアは優秀な軽騎兵を提供した。ヌミディア軽騎兵は軽量の投槍を数本持ち、また手綱も鞍も用いず自由に馬を操ることができた。イベリア人とガリア人もまた騎兵を提供したが、主な戦術は突撃であった。カルタゴ軍は戦象は用いなかったが、突撃兵力としてリュビアが4頭建ての戦車を提供した。ただ、ヒメラの戦いには参加していない。カルタゴ人の士官が全体の指揮を執ったが、各部隊の指揮官はそれぞれの部族長が務めたと思われる。

### シケリア・ギリシア軍
シケリアのギリシア軍の主力は、本土と同様に重装歩兵であり、市民だけでなく傭兵も用いられた。シケル人や他のシケリア先住民も重装歩兵として参加したほか、軽装歩兵（ペルタスト）も提供した。騎兵は裕福な市民と傭兵からなっていた。シュラクサイやアクラガスのようなシケリアの大規模都市国家は10,000-20,000の市民を兵として動員でき、ヒメラやメッセネのようなやや小さな都市国家は3,000-6,000の兵を動員可能であった。シュラクサイはセリヌス救援のために軍を編成したが、これをヒメラに向かわせた。兵力はシュラクサイ兵3,000、アクラガス兵1,000および傭兵1,000であった。

## 戦闘
ハンニバル・マゴは、おそらくは紀元前480年にセリヌス騎兵が使ったのと同じ道を使ってヒメラに進軍し、軍主力をヒメラの西側に野営させ、約1/3を都市の南側に野営させた。ヒメラはヒメラ川西岸の高さ90-120メートルの丘の上に建設されていた。丘の北側、西側および東側は急斜面であったが、南側の傾斜はなだらかであった。市の西側と南側には丘があった。カルタゴ軍は城柵を築いて包囲戦を行うのではなく、攻城塔と破城槌を用いての力攻めを行った。しかしヒメラの城壁は強固であり、カルタゴ軍が突入できるような突破口を開けることはできなかった。続いて、ハンニバル・マゴは工兵を使って城壁の下にトンネルを掘り、木製の支持梁に火をつけて破壊した。カルタゴ軍はそこから突入したが、ヒメラ軍はこれを撃退し、破壊された城壁も応急修理された。
このしばらく後、シュラクサイの将軍ディオクレス（en）が、シュラクサイ重装歩兵3,000、アクラガス兵1,000、傭兵1,000を率いて到着し、ヒメラに入城した。ヒメラの兵力は10,000程度（主として重装歩兵で、騎兵と軽装歩兵が若干）であったが、これと合流したディオクレスはカルタゴ軍に奇襲を行った。おそらく奇襲はヒメラの南側で行われたと思われる。この奇襲は完全に成功し、カルタゴ軍は混乱して同士討ちも生じた。最終的には撃退したものの、カルタゴ軍は約6,000の損害を受けた。この時点でハンニバル・マゴは予備兵力（ヒメラ西部に野営していた部隊）を用いて反撃を行い、ギリシア軍を撃破してヒメラに撤退させた。ギリシア軍の損失は3,000であった。
シュラクサイ主力艦隊はシケリアから遠く離れていたが、戦闘の後に25隻の三段櫂船がシュラクサイからヒメラに到着した。カルタゴ艦隊はモティア（現在のマルサーラのサン・パンタレオ島）にあったため、ギリシア側がヒメラ周辺の制海権を獲得した。そこでハンニバル・マゴは、カルタゴ海軍が陸軍を載せてモティアを出港し、シュラクサイを攻撃するとの偽情報を拡散させた。シュラクサイ陸軍の主力部隊がヒメラに向かいつつあったため、シュラクサイ自体は無防備状態になった。この偽情報のため、シュラクサイ軍は撤退を決意した。ヒメラは自前の兵力だけでカルタゴに対抗するのはほぼ不可能であったため、ヒメラの放棄が決定された。夜になってディオクレスは兵の半数を率いて城外に出、シュラクサイの艦船が可能な限りの女性・子供を避難させた。カルタゴ軍は翌日に攻撃を再開した。ヒメラは1日持ちこたえた。翌日、シュラクサイ艦隊が戻ってきたのが視認されたが、その到着前にカルタゴ軍は城壁を破壊した。カルタゴ軍のイベリア兵が城壁の破壊部分を確保し、またその隣接部分も確保した。カルタゴ軍は破壊部分から城内に突入し、やがてヒメラ兵は数で圧倒された。

## 報復処置
ハンニバル・マゴは、紀元前480年に祖父であるハミルカル・マゴが暗殺された場所で、ギリシア兵3,000を処刑した。ヒメラは神殿も含めて完全に破壊され、女性と子供は奴隷にされた。戦利品は兵士たちに分配され、捕虜は奴隷として売られた。突撃の主兵力であったイタリア人傭兵は、司令官から虐待され彼らに対する報酬が十分でないと不満を述べた。その後彼らはカルタゴ軍から離れたが、皮肉なことにギリシア側に雇用された。

## その後
紀元前480年の屈辱の主因はアクラガスとシュラクサイであったが、ハンニバル・マゴはその両都市の攻撃は行わなかった。軍は解散され（イタリア傭兵はシュラクサイに雇用された）、カルタゴ領を守備するに十分な兵力のみを残して、艦隊とともにカルタゴに帰還し、そこで栄誉を受けた。ヒメラは再建されることはなかった。ヒメラの残存市民は、近郊にテルマエを建設したが、そこにはギリシア人もカルタゴ人も居住した。
ヒメラの損失に対するギリシア側の反応は大きなものではなかった。シュラクサイは海軍を、アクラガスは陸軍を拡張したが、シケリア西部のカルタゴ領に対する正規の軍事行動は実施されなかった。シュラクサイのヘルモクラテスは私的に軍を組織し、紀元前407年頃にセリヌスを根拠地としてカルタゴ殖民都市であるモティアやパノルムス領に襲撃を行ったが、これはカルタゴ軍の大規模な軍事行動を引き起こすことになり、紀元前405年頃までにシケリア全島がカルタゴの支配下となった。

## 参考資料
- Baker, G. P. (1999). Hannibal. Cooper Square Press. ISBN 0-8154-1005-0
- Bath, Tony (1992). Hannibal's Campaigns. Barnes & Noble. ISBN 0-88029-817-0
- Church, Alfred J. (1886). Carthage (4th ed.). T. Fisher Unwin
- Freeman, Edward A. (1892). History of Sicily. III. Oxford University Press
- Freeman, Edward A. (1892). Sicily: Phoenician, Greek & Roman (3rd ed.). T. Fisher Unwin
- Kern, Paul B. (1999). Ancient Siege Warfare. Indiana University Press. ISBN 0-253-33546-9
- Lancel, Serge (1997). Carthage: A History. Blackwell Publishers. ISBN 1-57718-103-4
- Warry, John (1993) [1980]. Warfare in The Classical World: An Illustrated Encyclopedia of Weapons, Warriors and Warfare in the Ancient Civilisations of Greece and Rome. New York: Barnes & Noble. ISBN 1-56619-463-6